# ۳۹۱ (قمری)
۳۹۱ (قمری)، سیصد و نود و یکمین سال در گاهشماری هجری قمری است. اول محرم این سال برابر با هفتم دسامبر سال ۱۰۰۰ میلادی است.